# Von Francken
von Francken var en svensk adelsätt. Ätten naturaliserades i Sverige 1773 och introducerades på Riddarhuset 1776. Ätten härstammade från en tysk adelsätt i Jülich och Cleve.

## Historik
Ätten härstammade från en gammal baronlig ätt i Jülich och Cleve, vilken förde lika namn och vapen som den på svenska riddarhuset introducerade grenen.
Den svenska äldste kände stamfadern var Johan Fredrik Francken, (son av en general Francken i hannoversk tjänst, som levde i början av 1600-talet och var kommendant i Hameln). Han var i verste i kejserlig tjänst, levde ännu på 1670-talet. Han nyttjades av hertig Johan Albrekt av Mecklenburg under början av tyska kriget i beskickningar till kung Gustav II Adolf, av vilken hertigen blev återförhjälpt till besittningen av sina länder. Följde sedan hertigen och blev hovmästare för hans son, hertig Gustaf Adolf av Mecklenburg-Güstrow, av vilken han 1659 fick, för sina trogna tjänster, förläning på godset Schlichte i Mecklenburg. Han var gift med Elisabet von Raben.
Dennes sonsons sonson Hans Reinhold Francken (1739–1813) föddes i Karlskrona 1739. Han blev kommendörkapten vid sjöartilleriet och galärflottan 1770. Han blev riddare av Svärdsorden 1770-04-28. Han blev naturaliserad svensk adelsman 1773-05-03 (introducerad 1776-04-30 under nr 2097). Han blev konteramiral 1789, vice amiral vid örlogsflottan 1799. Han avled 1813-12-27 i Stockholm och begravdes på Klara kyrkogård. Han gifte sig 1779 med Jakobina Augusta von Baltzar (1753–1821).
Ätten utslocknade på svärdssidan 1999-10-25 och på spinnsidan 2001-08-20.

## Kända medlemmar av ätten
- Georg Wolfgang von Francken
- Carin Stenbock-von Francken